# EC Democrata
Der Esporte Clube Democrata, auch nach seinem Standort Democrata de Governador Valadares genannt, ist ein Sportverein aus Governador Valadares, im brasilianischen Bundesstaat Minas Gerais.

## Geschichte
Democrata wurde am 13. Februar 1932 gegründet, nachdem der ortsansässige Ibituruna Foot-Ball Club aufgelöst worden war. Tage zuvor, am 9. Februar, trug Ibituruna ein Spiel gegen den Palestra Itália aus Cachoeirinha (heute Tumiritinga) aus. Das Treffen fand an einem Karnevalsdienstag statt. Das Ergebnis von 5:0 für die Palestra Itália soll auch dem Feiern der Spieler Ibituruna von geschuldet gewesen sein, welches aber nicht eindeutig belegt ist. Auf der Rückfahrt mit dem Zug, verkündete die Klubpräsidentin daraufhin die Auflösung der Mannschaft.
Agenor Virgílio de Oliveira, ein Lokführer, trainierte eine Mannschaft von Jungen auf einem Fußballplatz, der sich an der Stelle befand, an der sich heute der Busbahnhof des Governador Valadares befindet. Der Kaufmann Cornélio Alves, ein Fan von Ibituruna, schlug Agenor vor, einen neuen Verein zu gründen. Der neue Verein brachte die Jungs aus der alten Schule von Agenor mit einigen Sportlern aus Ibituruna zusammen. Cornélio schlug den Namen vor: Sport Club Democrata, mit den Initialen S.C.D. Wann die Umbenennung sich Schreibung von Sport Club in Esporte Clube erfolgte ist nicht bekannt. Maskottchen des Klubs wurde der Panther.
In den ersten Jahrzehnten trat Democrata nur in Amateurwettbewerben in der Region an. Ab 1964 nahm der Klub an der zweiten Liga der Staatsmeisterschaft von Minas Gerais teil. Nach Austragung der Spielzeit 1968 kam es zum Rechtsstreit anderer Klubs. Diese wirkten sich auch auf Democrata aus. Der Landesfußballverbandes, der Federação Mineira de Futebol (FMF), lud den Klub, neben weiteren anderen, zur Teilnahme an der obersten Spielklasse der Staatsmeisterschaft 1969 ein. Bis heute tritt der Klub in einer der beiden Ligen an.
1981 stellte sich der Titelgewinn ein. Im Staatspokal von Minas Gerais. In den Finalspielen im November konnte der Uberlândia EC mit 1:1 und 2:1 geschlagen werden. Zehn Jahre später erzielte der Klub sein bislang beste Ergebnis in der Staatsmeisterschaft. Bei der 1991er Austragung belegte der Klub den zweiten Platz und wurde Vizemeister. Mit dem Gewinn qualifizierte sich erstmals zur Teilnahme am Copa do Brasil, dem nationalen Pokalwettbewerb. Beim Copa do Brasil 1992 traf Democrata in der ersten Runde auf den Paraná Clube. Gegen den Klub erreichte man im Hinspiel ein 1:1 und schied nach 1:2 im Rückspiel aus dem Turnier aus.
1994 ergab es sich, dass América Mineiro, ein Konkurrent aus der Staatsmeisterschaft vom Sportgericht bestraft wurde und nicht an der Austragung der Série B, der zweiten nationalen Liga Brasiliens, teilnehmen. Democrata als nächstplatzierter in der Tabelle der Staatsmeisterschaft durfte deren Platz in der Série B 1994 einnehmen. In dieser startete der Klub in der Gruppe B. In seinen zehn Spielen gegen seine fünf Gegner gewann Democrata ein Spiel und erreichte sieben Unentschieden. Damit erreichte der Klub den fünften Platz und schied aus dem Wettbewerb aus. Im Gesamtklassement erreichte man den 18. Platz bei 24 Teilnehmern. Auch 1995 profitierte Democrata von der Suspendierung Américas und konnte an der Série B 1995 teilnehmen. Dieses Mal war die Bilanz noch schlechter wie im Vorjahr. In der Gruppe B reichte es nur zu einem Sieg und zwei Unentschieden. In der Abschlusstabelle wurde der Klub damit Letzter und musste in die Série C 1996 absteigen. Aufgrund seiner Schulden verzichtete Democrata allerdings an deren Teilnahme. Diese sollte 2007 erfolgen. In der Staatsmeisterschaft konnte der dritte Platz erreicht werden und damit die Klassifikation für die Série C 2007. In der Liga wurde der 27. Platz bei 64 Teilnehmern erreicht.
2022 wurde in Democrata in der Staatsmeisterschaft Fünfter. Die Platzierung qualifizierte den Klub zur Teilnahme am Copa do Brasil 2023 sowie erstmals an der Série D 2023. Im Copa do Brasil schied man in der ersten Runde gegen den Santa Cruz FC aus. Der Democrata erreichte zwar ein 1:1, aber nach den damaligen Regeln kam der Klub mit dem besseren Ranking im brasilianischen Sportverband, dem CBF, eine Runde weiter. In der Série D kam der Klub in die zweite Runde. Hier traf Democrata auf den Anápolis FC. Die Treffen endeten mit 0:0 und 1:3, womit der Klub ausschied. Dieses bedeutete Rang 21 in der Abschlusstabelle.

## Teilnahme an Fußballwettbewerben
| Wettbewerb                    | Teilnahmen                                                                                |
| ----------------------------- | ----------------------------------------------------------------------------------------- |
| Série B                       | 2× – 1994, 1995                                                                           |
| Série C                       | 2007                                                                                      |
| Série D                       | 2023                                                                                      |
| Copa do Brasil                | 4× – 1992, 1995, 2008, 2023                                                               |
| Staatsmeisterschaft           | 39× – 1969–1970, 1975–1976, 1979–1987, 1989, 1991–2001, 2006–2012, 2015, 2017–2018, 2022– |
| Staatsmeisterschaft Módulo II | 22× – 1964–1968, 1977–1978, 1988, 2002–2005, 2013–2014, 2016, 2019–2021                   |
| Staatspokal                   | 13× – 1975–1976, 1979–1986, 1999–2000, 2004                                               |

## Erfolge
- Staatsmeisterschaft von Minas Gerais – Vizemeister: 1991
- Staatsmeisterschaft von Minas Gerais – Módulo II: 2005, 2016
- Staatspokal von Minas Gerais: 1981